# Битва при Іссі
Битва при Іссі — битва 5 листопада 333 до н. е. між македонською армією Александра Великого і перським військом царя Дарія ІІІ при місті Ісс в Кілікії, Мала Азія.

## Місце
Битва відбулася на південь від стародавнього міста Ісс, яке знаходиться неподалік від сучасного турецького міста Іскендерун (турецький еквівалент «Александрії», заснованої Александром на честь своєї перемоги), по обидва боки невеликої річки під назвою Пінарус. У цьому місці відстань від Ісської затоки до навколишніх гір становить лише 2,6 км, місце, де Дарій не міг скористатися своєю чисельною перевагою. Припущення щодо місця розташування Пінаруса тривають понад 80 років. Старі історики вважали, що це річка Делі Чай, але історики Хаммонд і Девайн стверджують, що Пінарус насправді є річкою Паяс, останній використовуючи власне дослідження русла річки, яке, на його думку, не могло кардинально змінитися з часів античності. Їхні докази ґрунтуються на розповідях Каллісфена про вимірювання поля бою та відстані, пройдені арміями обох сторін у прелюдії до битви, та відстані, вказані Діодором після битви.

## Передісторія

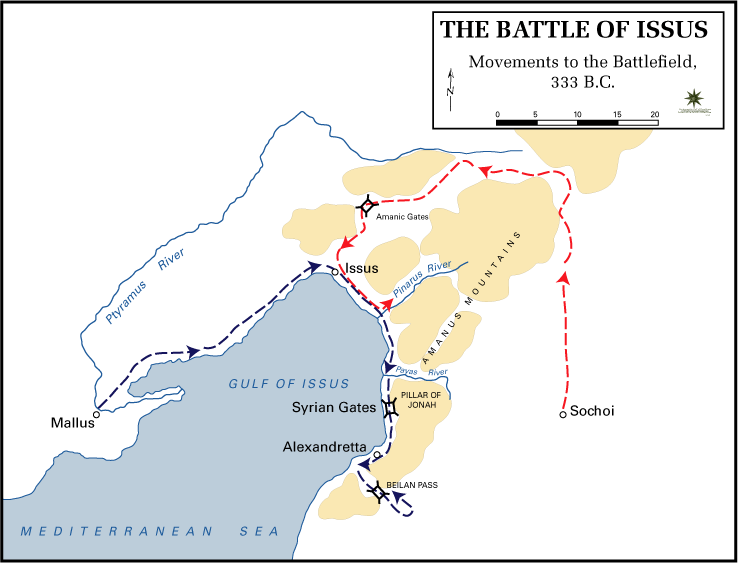
Рухи до поля бою. Червоний колір позначає перські війська, а синій — македонські сили.

Македонський цар Александр Великий з армією до 32 тисяч піших воїнів та 5 тисячами кінних вдерся до Азії через протоку Геллеспонт у 333 до н. е. У тому ж році він розгромив військо перських сатрапів в битві на річці Граник, після чого підпорядкував собі всю Малу Азію (сучасна територія Туреччини). Поки перський цар Дарій ІІІ збирав велику армію, Александр зміцнював свій тил, не ризикуючи йти у внутрішні території Перської імперії з нескореними містами за спиною. Численний перський флот не дозволяв забезпечувати підкріпленнями македонську армію найкоротшим шляхом через Середземне море, і в той же час міг висадити десант в тилу македонців. Щоб убезпечити тилові комунікації, Александр вирішив захопити всі прибережні міста, позбавивши флот персів берегового базування. Протиборчі армії зійшлися в листопаді 333 до н. е. на узбережжі Ісської затоки Середземного моря, в тому місці, де закінчується територія Малої Азії і починається Азія.
Спочатку армії супротивників розійшлися. Александр, рухаючись вздовж узбережжя, долав вузькі проходи в горах. Дарій чекав македонців на широкій рівнині біля містечка Сохи. Проте Александр не поспішав вийти на рівнину, поп де перси змогли б використовувати своє чисельну перевагу. Тоді Дарій, не маючи можливості тримати величезне військо в одному місці тривалий час, кинувся за Александром. Захопивши містечко Ісс (сучасний Іскендерун в Туреччині), напередодні залишений Александром, перське військо опинилося в тилу македонців. Александр розгорнув армію і повернувся назад. Армії зустрілися на березі Ісської затоки, в долині невеличкої річечки Пінар. Одночасно долину стискували Аманські гори, а прибережна смуга, де розгорнулася битва, була шириною всього 2,5 км.

## Сили супротивників

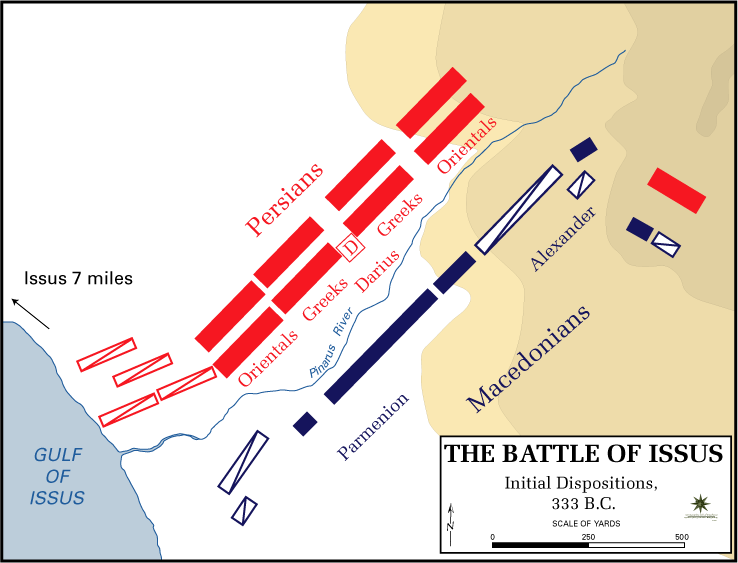
Початкове розташування перських і македонських військ

Згідно з Каллісфеном, Діодором [2] та Птолемеєм Сотером з урахуванням підкріплень і залишених гарнізонів Александр до моменту битви міг мати близько 35 тисяч піхоти і 5000 кінноти. В центрі його побудови перебували полки фаланги (9 000 македонців і близько 10 тисяч греків) глибиною у 8 воїнів.
На правому фланзі під своїм командуванням Александр зосередив кінноту гетайрів під командуванням Філоти (близько 2 тисяч) і корпус щитоносців під командуванням Ніканора (близько 3 тисяч), а також легку кавалерію, критських лучників і піхоту з варварів (загалом близько 2 тисяч). Лівий фланг очолив Парменіон. На лівому фланзі Александр поставив фессалійську важку кінноту (близько 1 800 воїнів) і кінноту грецьких союзників (близько 600), за ними піхотні загони фракійців та іллірійців (7-10 тисяч).
Сили персів достеменно невідомі. Грецькі джерела повторюють неймовірну цифру в 250—600 тисяч, з яких 30 тисяч тільки грецьких найманців-гоплітів. Сучасні історики схиляються до оцінки перського війська в 100 тисяч, однак на досить хитких підставах. Число грецьких гоплітів оцінюється в 10-12 тисяч. Перський цар Дарій ІІІ поставив у центрі проти македонської фаланги своїх грецьких гоплітів, по обох флангах від греків розташував панцирну перську піхоту, заповнивши нею смугу вздовж річки від моря до гір. Важкоозброєну кінноту під командуванням Набарзана Дарій направив на свій правий фланг, ближній до моря, де був деякий простір для маневрів кавалерії. Кінні загони персів розташовувалися також по всій лінії фронту і біля самого Дарія, чия колісниця займала місце в центрі бойової побудови. Основне різнорідне військо персів було побудовано за племенами глибоким ладом за спинами грецьких і перських гоплітів.

## Хід битви

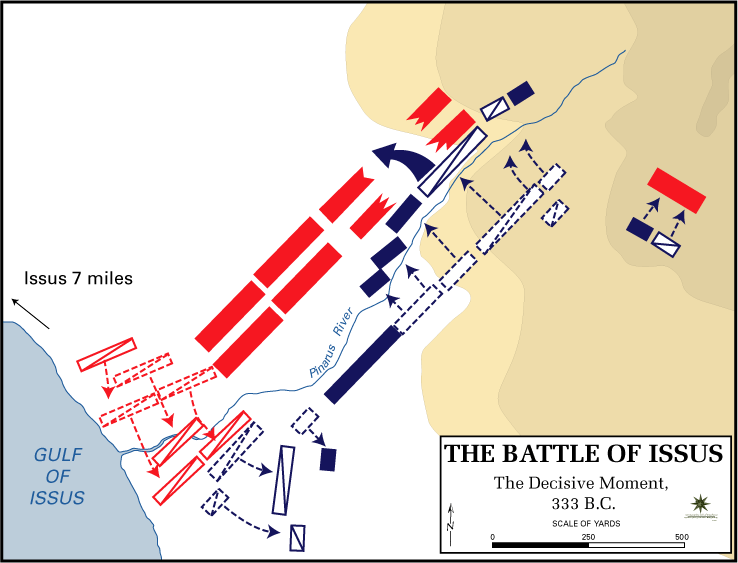
Рішуча атака Александра

Хід битви при Іссі описаний у Діодора, Курція і найбільш докладно у Арріана. Військо Дарія стояло нерухомо на березі річки Пінар, не глибоко, невисокому, але обривистому. В окремих місцях, де берег здавався пологим, перси влаштували загородження. Александр підвів свою армію в повному бойовому порядку на відстань польоту стріли, потім кинувся в атаку на чолі кінноти на лівий фланг персів, де тримали оборону перська піхота й кінні загони перських вельмож. Гетайри увійшли, як ніж, у варварський лад; піші перси одразу ж почали тікати, оголюючи фронт.

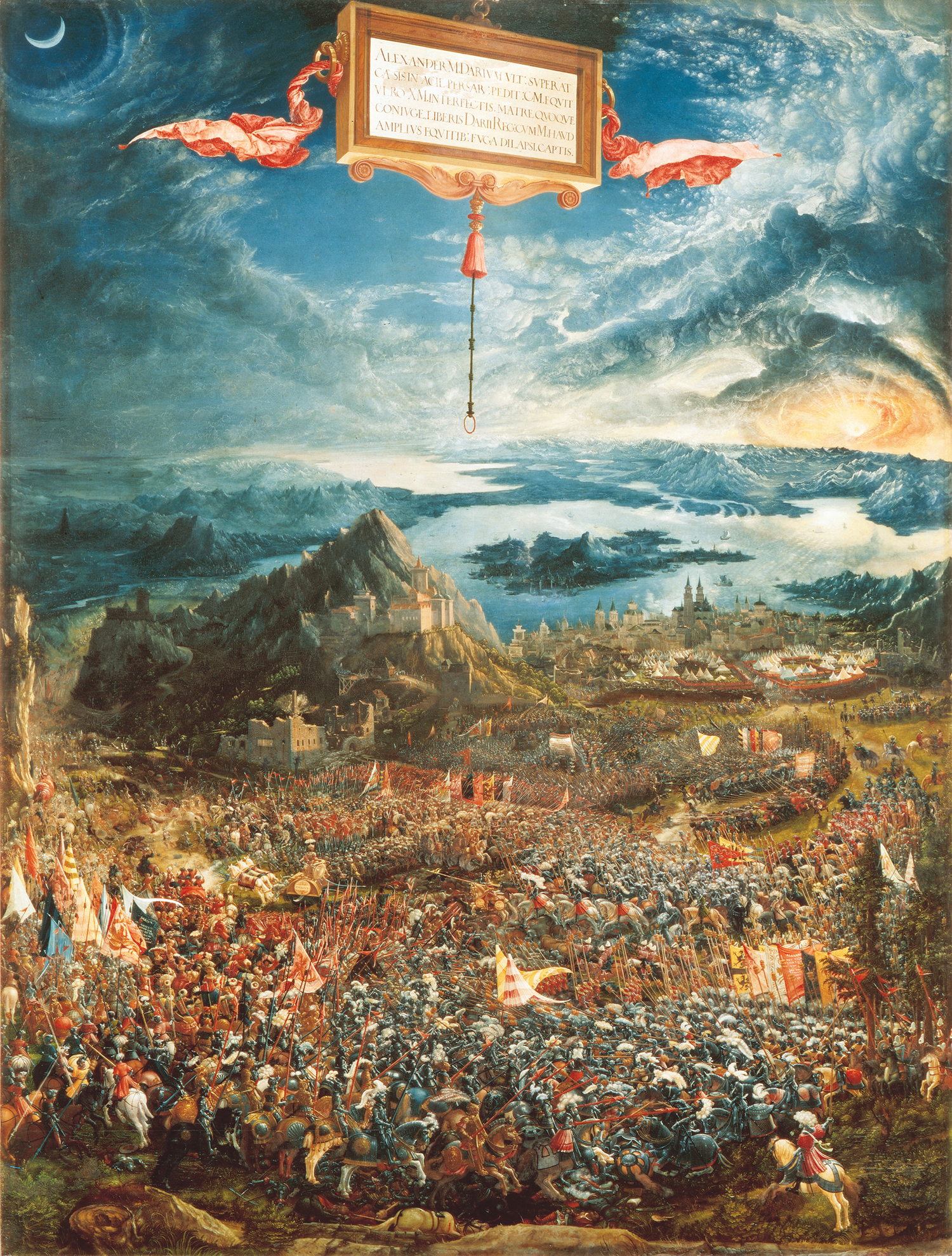
Битва Александра, картина Альбрехта Альтдорфера

У центрі македонська фаланга форсувала неглибокий Пінар і зіткнулася з найбоєздатнішою частиною перської армії, грецькими гоплітами-найманцями. Гопліти намагалися скинути фалангітів з берега, батальйони фаланги вперто вгризалися вперед. Загони гоплітів вклинилися в розриви між македонськими підрозділами; цьому сприяло те, що правий фланг Александра вирвався вперед. На цій ділянці македонці зазнали найбільш важких втрат в битві. На лівому фланзі македонської армії, що прилягав до моря, перська важка кіннота, переправившись через Пінар, атакувала кавалерію македонців. Як і в центрі, персів тут супроводжував відносний успіх, фессалійська кіннота подалась назад, але знову контратакувала.
Александр, перекинувши персів, що стояли перед ним, повернув ескадрони і вдарив у фланг грецьким гоплітам. Ті змушені були відступити у відносному порядку, побачивши, що почалася втеча персів і не чекаючи підтримки. З розвалом всього лівого крила перського війська цар Дарій вирішив покинути поле бою, тим більше, що Александр наблизився до його колісниці, винищуючи особисту охорону. Як образно пише Діодор:
| Македонці навалили купу тіл персів висотою до колісниці перського царя. |
На очах Дарія гинули його сподвижники і родичі, не в силах зупинити поступальний порив Александра з гетайрами, спрямований на персону Дарія. У сутичці Александр був легко поранений в стегно мечем. Після втечі перського царя почалася повальна панічна втеча всього війська персів, в якому воно постраждало від тисняви, й переслідування македонців сильніше, ніж безпосередньо у бою. Велика частина перського війська, скликаного з підвладних народів, тікала, так і не вступивши в бій із супротивником.

## Підсумки битви

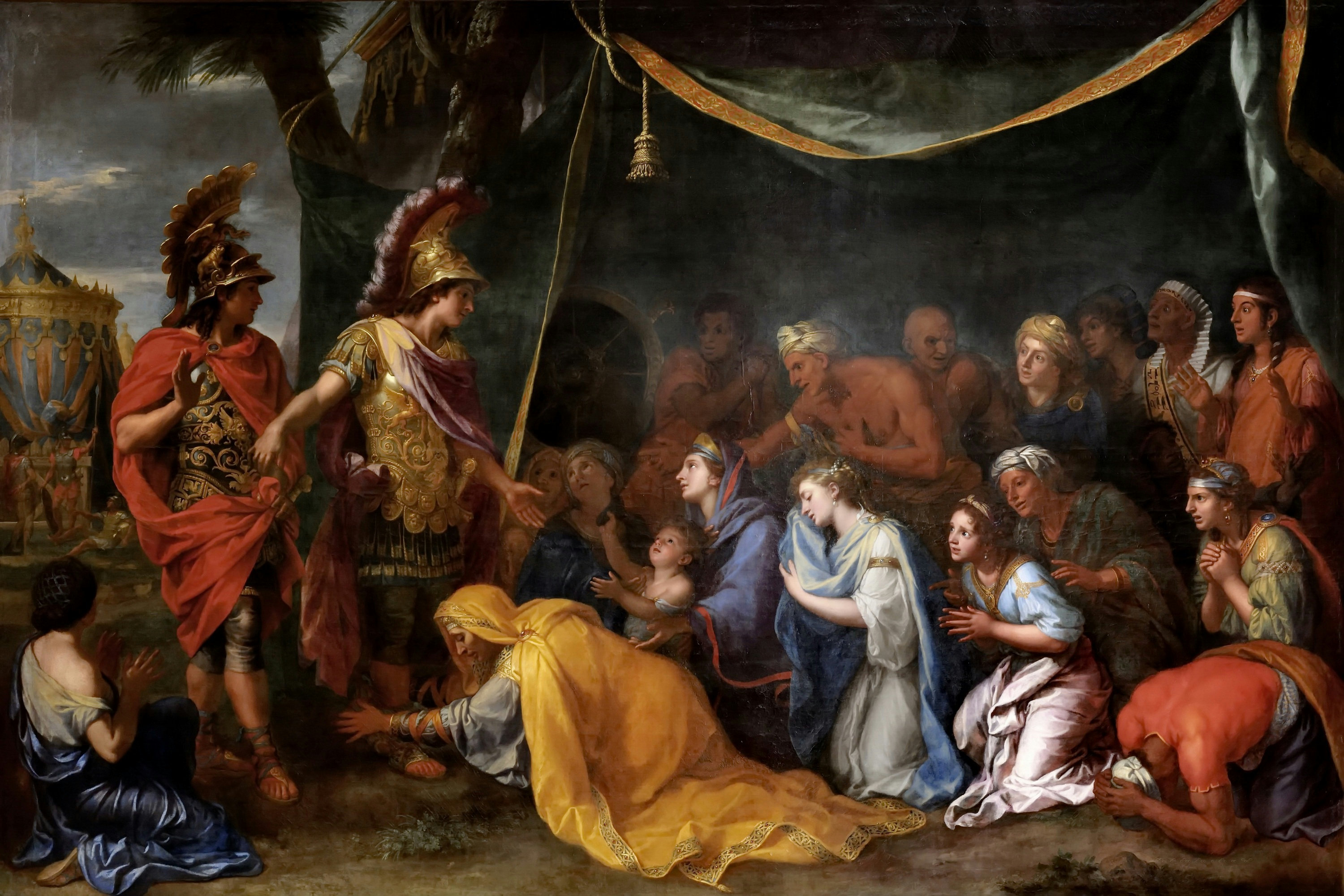
Родина Дарія перед Александром Македонським, Шарль ЛеБрен

У битві при Іссі македонці втратили 150 вершників і 300 піхотинців. Втрати персів греки обчислювали у більш ніж 100 тисяч воїнів, проте із зіставлення цифр з протилежних сторін відомо, що переможці перебільшували втрати переможених у 5-20 разів. Очевидці просто відзначали, що все поле бою було усіяне тілами персів, а через невеликі міжгір'я перебиралися по трупах, як по містках.
Дарію після втечі вдалося зібрати лише 4 тисячі воїнів, з якими він перетнув Євфрат на шляху до центральних областей Азії. Александр не переслідував його. Грецькі найманці-гопліти в кількості 8 тисяч організовано відійшли в гори, після чого переправилися на Кіпр. Багатьом з перського війська вдалося врятуватися, бо солдати Александра кинулися грабувати багатий обоз. До рук самого Александра потрапили мати, дружина і діти Дарія, а також багато золотого начиння і предметів розкоші, раніше небачених македонцями. Дружина Дарія пізніше померла в обозі македонської армії, а дочку Дарія Статіру Александр взяв у дружини після повернення з індійського походу. Значну частину здобичі македонці захопили також і в Дамаску, де перський цар залишив свій двір, перш ніж відправитися на нещасливу для нього битву. Як писав Плутарх:
| Македоняни тоді вперше навчилися цінувати золото, срібло, жінок, скуштували принадність варварського способу життя і, наче пси, що почули слід, поспішали розшукати і захопити всі багатства персів[11]. |
Після перемоги при Іссі Александр підкорив все східне узбережжя Середземного моря, включаючи Фінікію, Палестину та Єгипет. В перших двох створив сатрапії Верхня Сирія і Нижня Сирія, на чолі яких поставив Менона і Андромаха. Наступна велика битва із царем Дарієм відбулася при Гавгамелах за 2 роки в 331 до н. е.